# Гартман, Максимилиан Евгеньевич
Максимилиан Евгеньевич Гартман (1890—1960) — русский офицер, военный лётчик. Герой Первой мировой войны. Участник Белого движения, эмигрант.

## Биография
Родился 10 декабря 1890 года в Виленской губернии. В 1908 года после окончания  2-го кадетского корпуса и в 1911 году Николаевского инженерного училища был произведён в подпоручики и выпущен был в 5-й Сибирский сапёрный батальон. В 1912 году был переведён в 4-ю Сибирскую воздухоплавательную роту.
В 1913 году после окончания Авиационного отдела Офицерской воздухоплавательной школы, был произведён в поручики и назначен в Брест-Литовский крепостной авиационный отряд. С 1914 года участник Первой мировой войны в составе 3-го полевого авиационного отряда.
С 1915 года лётчик 3-й полевой воздухоплавательной роты.
С 19 апреля 1915 года командир 8-го армейского авиационного отряда. 5 октября 1915 года был награждён Орденом Святого Владимира 4 степени с мечами и бантом:
За то, что сломав себе при падении ногу и едва вылечившись, прилетел с завода "Червоное" на театр военных действий, увеличив отряд в нужный момент на боевую единицу. За глубокие разведки в тыл противника 2-го сентября 1914 г. на Перемышль и на Самбор,4-го сентября 1914 г. по линии Самбор-Низанковицы, чем установил потерянную связь с противником
24 февраля 1915 года за храбрость был награждён Георгиевским оружием:
За то,что неоднократно производил воздушную разведку, невзирая ни на какую погоду и постоянно давал верные и ценные сведения о противнике; в числе других разведок, разведка 5-го октября 1914 года дала особенно ценные данные, крайне необходимые, ввиду начинавшейся операции 24-го корпуса против правого фланга противника, закончившейся разбитием противника, при чем нами было взято 20 орудий
В 1916 году «за боевые отличия» был произведён в штабс-капитаны. 10 июня 1917 года произведён в капитаны и назначен командиром 11-го авиационного дивизиона. 25 октября 1917 года произведён в подполковники.
С 1918 года полковник, командир 3-го авиационного дивизиона Добровольческой армии. С 15 марта 1920 года командир 1-го авиационного дивизиона ВСЮР и начальник Крымской боевой авиационной группы. С 13 апреля 1920 года штаб-офицер для поручений при Управлении авиации и член суда чести для штаб-офицеров авиации Русской армии П. Н. Врангеля. В конце 1920 года эвакуировался из Крыма. После Второй мировой войны поселился в США, проживал в Нью-Йорке. Член Союза бывших русских летчиков в Америке. Умер 14 декабря 1960 года в Нью-Йорке.

## Семейные связи
- Брат Владимир (1885—1918) — полковник, георгиевский кавалер.